# Côte de Trieu
La côte de Trieu (en néerlandais : Knokteberg) est une côte de Wallonie picarde, située à Russeignies, sur le versant méridional du mont de l'Enclus à l'est de la commune du Mont-de-l'Enclus. La limite entre la Région wallonne et la Région flamande se situe en haut de la côte, mais celle-ci se situe entièrement du côté wallon.
La côte a une longueur de 1 100 mètres pour une dénivelée de 88 mètres, son pourcentage moyen est de 8 % avec un maximum a 13 %. La route est entièrement asphaltée.
La côte de Trieu est régulièrement empruntée par les courses cyclistes flamandes, comme le Tour des Flandres et Kuurne-Bruxelles-Kuurne. La côte se monte vers le nord et débouche non loin du haut du secteur pavé du Vieux Quaremont. À l'ouest du mont, se situe le Mont de l'Enclus.

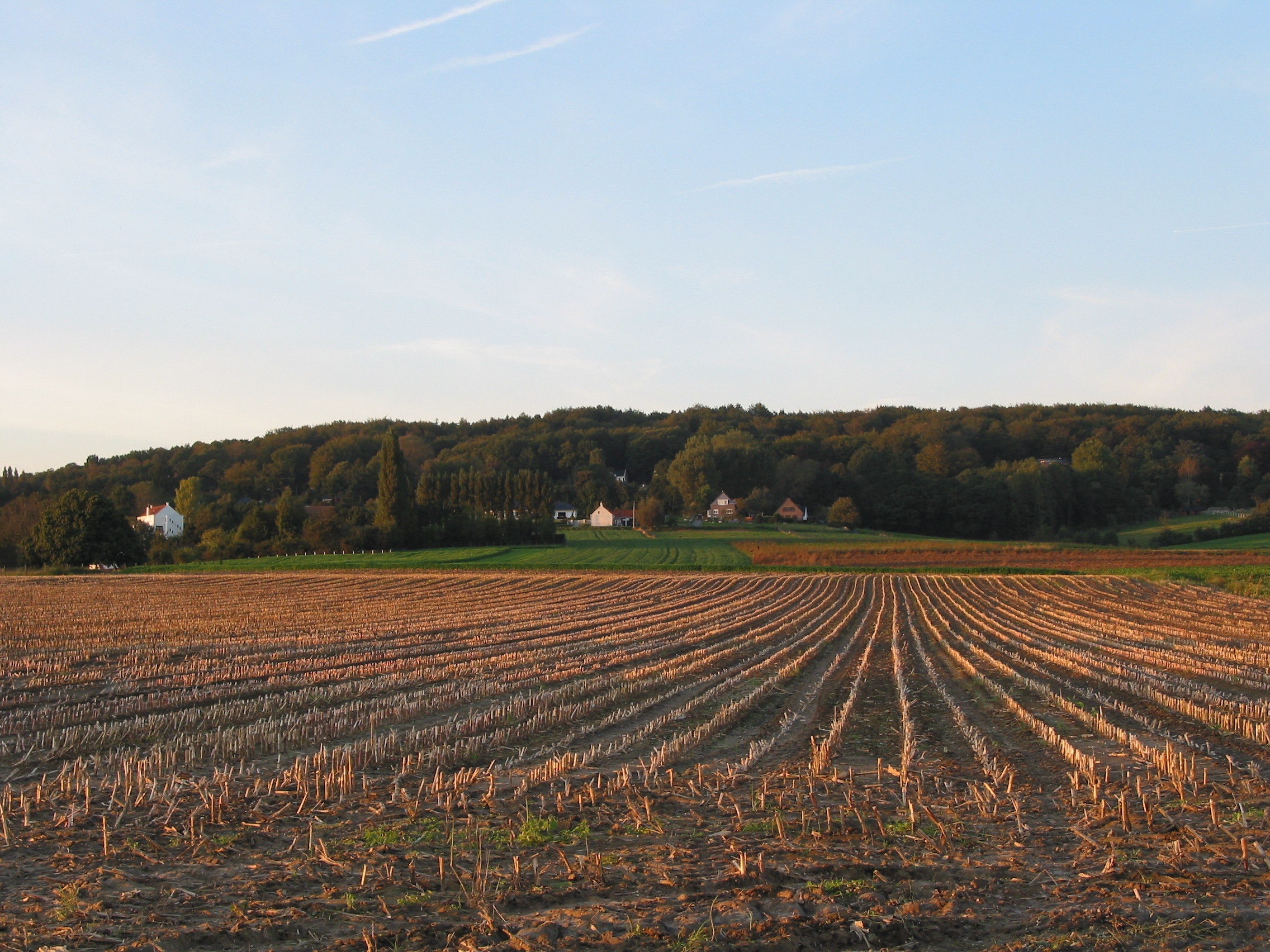
Le mont de l'Enclus, vue du côté wallon.